# Fiorano Canavese
Fiorano Canavese (Fiorèn [fjʊˈræɲ] in piemontese) è un comune italiano di 733 abitanti della città metropolitana di Torino in Piemonte, situato ad otto chilometri ad ovest di Ivrea.

## Geografia fisica
Il capoluogo di Fiorano si trova ai piedi della morena laterale destra dell'Anfiteatro morenico di Ivrea, nella sua parte interna. Il paese confina ad est con Salerano, Ivrea, Samone e Banchette a sud con Loranzé a ovest con Val di Chy mentre a Nord con Lessolo e Montalto.

## Storia
Negli anni della seconda guerra mondiale, tra il 1942 e il 1943, furono internati a Fiorano 15 profughi ebrei, provenienti dall'Austria e dai Balcani, ridottisi quindi a 7 a causa del trasferimento di 8 di essi a Chiaverano all'inizio del 1943. Dopo l'8 settembre 1943, con l'occupazione tedesca, il gruppo di quanti erano ancora a Fiorano si disperse. Alla fine quasi tutti riuscirono a salvarsi, con l'eccezione di due di loro che - arrestati alla frontiera italo-svizzera (Como) il 18 aprile 1944 - furono deportati e uccisi ad Auschwitz nel maggio dello stesso anno.

### Simboli
Lo stemma e il gonfalone sono stati concessi con decreto del presidente della Repubblica del 24 aprile 2000.
Il gonfalone è un drappo di rosso.

## Monumenti e luoghi d'interesse

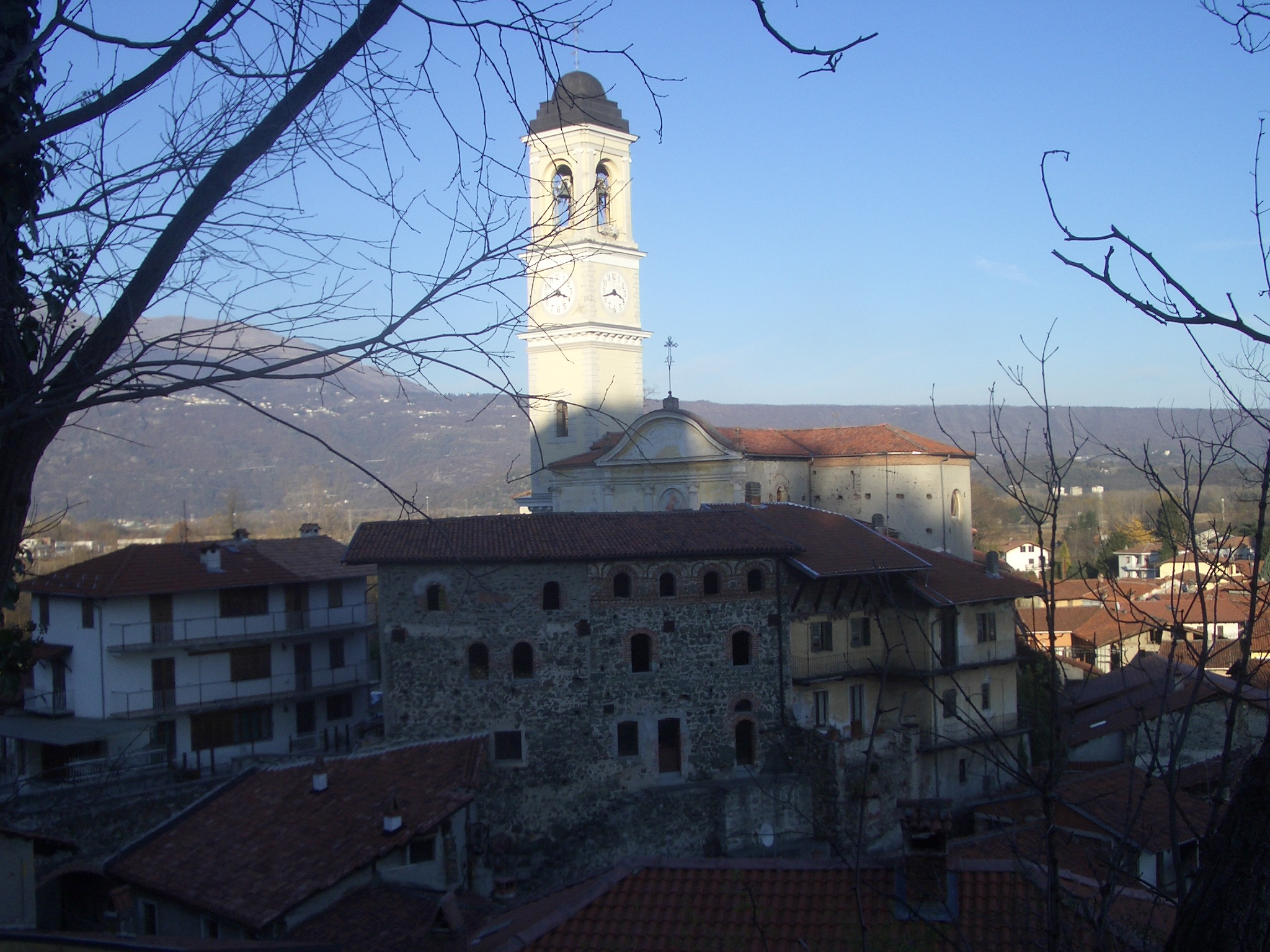
La parrocchiale

- Incisioni correlate a un insediamento dell'età del bronzo sul colle Cordola, a monte del capoluogo.
- Chiesa parrocchiale di San Dalmazzo.
- Chiesa di San Grato.
- Domus del Ricetto e resti di un ricetto quattrocentesco.[6]
- Cimitero Fiorentino

## Società

### Evoluzione demografica
Abitanti censiti

## Amministrazione

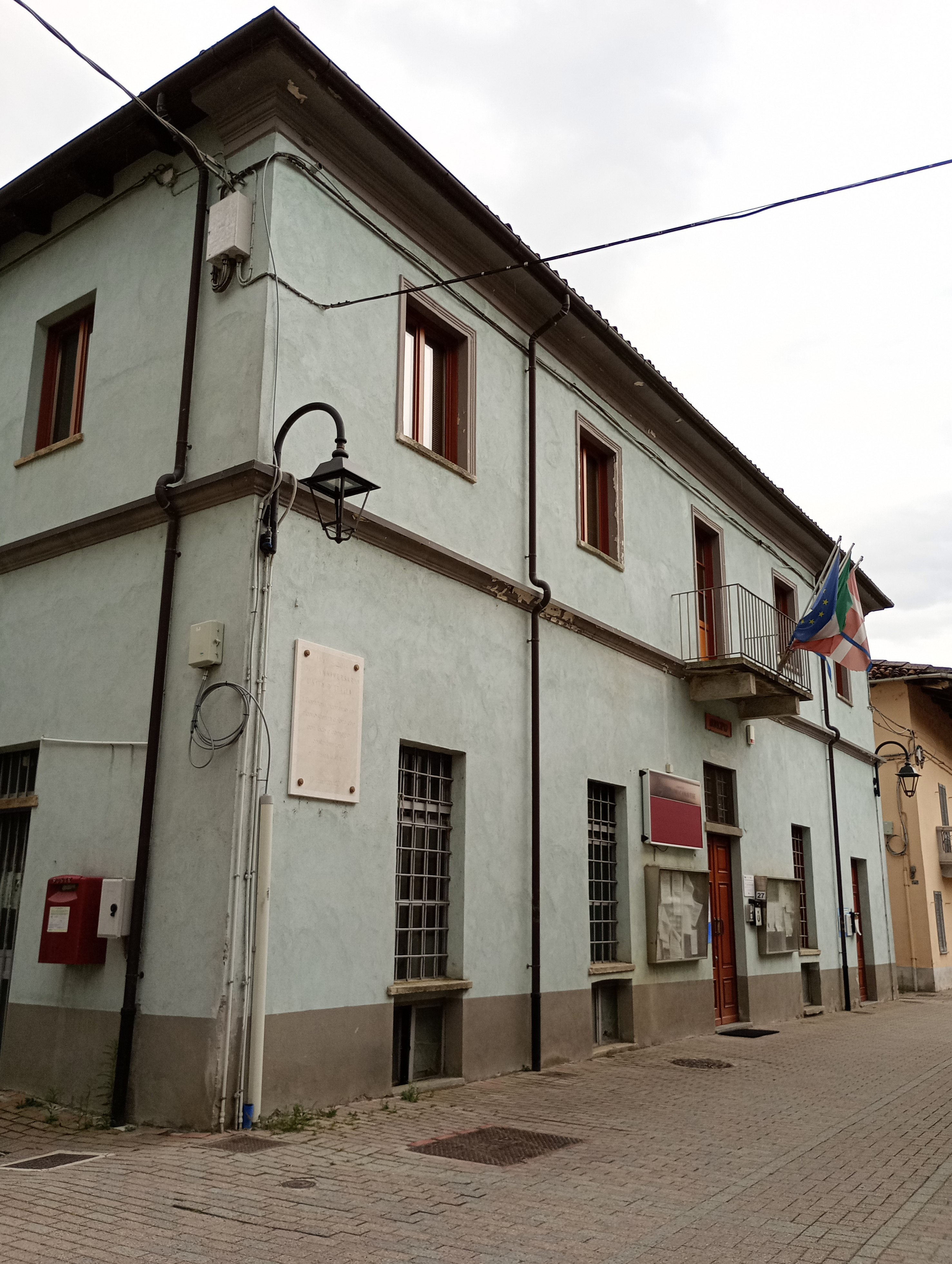
Il municipio

Di seguito è presentata una tabella relativa alle amministrazioni che si sono succedute in questo comune.

Luigi Cunti - Inizio mandato 10 giugno 2024 - in carica - Lista civica Fiorano Futura- Cunti Sindaco
| Periodo        | Periodo        | Primo cittadino    | Partito                          | Carica  | Note  |
| -------------- | -------------- | ------------------ | -------------------------------- | ------- | ----- |
| 26 giugno 1985 | 5 giugno 1990  | Vilmer Vittonatto  | Partito Repubblicano Italiano    | Sindaco | [ 8 ] |
| 5 giugno 1990  | 24 aprile 1995 | Vilmer Vittonatto  | Partito Repubblicano Italiano    | Sindaco | [ 8 ] |
| 24 aprile 1995 | 14 giugno 1999 | Giuseppe Cervellin | -                                | Sindaco | [ 8 ] |
| 14 giugno 1999 | 14 giugno 2004 | Salvatore Zagami   | lista civica                     | Sindaco | [ 8 ] |
| 14 giugno 2004 | 8 giugno 2009  | Salvatore Zagami   | lista civica                     | Sindaco | [ 8 ] |
| 8 giugno 2009  | 26 maggio 2014 | Laura Fogliato     | lista civica                     | Sindaco | [ 8 ] |
| 26 maggio 2014 | 27 maggio 2019 | Laura Fogliato     | lista civica Insieme per Fiorano | Sindaco | [ 8 ] |
| 27 maggio 2019 | 9 giugno 2024  | Lamberto Marchesin | lista civica Insieme per Fiorano | Sindaco | [ 8 ] |

## Sport
Fiorano Canavese ha avuto una squadra di calcio che ha militato nel campionato di Seconda Categoria - Girone Aosta, come massimo campionato, partendo dalla terza categoria, da metà anni 2000, fino alla sua scomparsa nel 2016.
A Fiorano c'è la sede FIGC dell'Associazione Italiana Arbitri della Sezione d'Ivrea dedicata a Felice Viterbo storico arbitro nazionale della zona.